# Canton de Saverne
Le canton de Saverne est une circonscription électorale française située dans le département du Bas-Rhin, dans la collectivité européenne d'Alsace.

## Histoire
Par décret du 18 février 2014, le nombre de cantons du département est divisé par deux, avec mise en application aux élections départementales de mars 2015. Le canton de Saverne est conservé et s'agrandit. Il passe de 18 à 52 communes.

## Représentation

### Conseillers généraux de 1833 à 2015

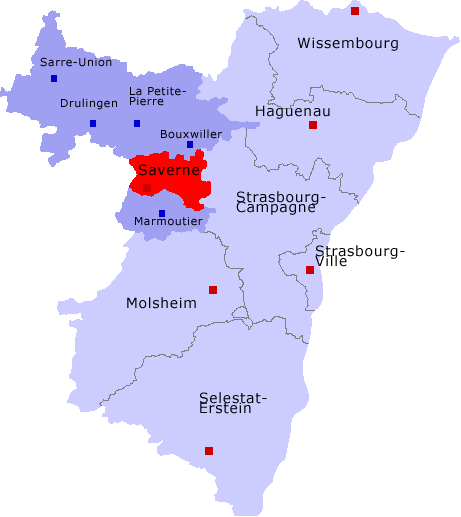

| Période                                   | Période          | Identité                        | Étiquette               | Qualité |
| ----------------------------------------- | ---------------- | ------------------------------- | ----------------------- | --- |
| 1833                                      | 1848             | Félix Victor Dédier (1801-1849) |                         | Avocat, juge suppléant au Tribunal de Saverne Maire de Saverne |
| 1848                                      | 1864             | Alexis Gast                     |                         | Substitut à Colmar puis Procureur de la République à Saverne |
| 1864                                      | 1871 (décès)     | Gustave de Goldenberg           | Droite                  | Manufacturier Député du Bas-Rhin (1849-1850) |
| L'Alsace est allemande entre 1871 et 1919 |                  |                                 |                         | |
| 1919                                      | 1937             | Victor Schisselé                | Républicain démocrate   | Avocat à Saverne |
| 1937                                      | 1940             | Camille Dahlet                  | IAP                     | Journaliste Député (1928-1940) |
|                                           |                  |                                 |                         | |
| 1945                                      | 1973             | Joseph Wolff                    | MRP puis CD             | Médecin, maire de Saverne (1956-1977) |
| 1973                                      | 1988 (démission) | Adrien Zeller                   | UDF-CDS                 | Administrateur principal CEE Maire de Saverne (1977-2001) Député (1973-1986 et 1988-1998) Secrétaire d'État (1986-1988) Président du Conseil Régional (1996-2009) |
| 1988                                      | 2008 (démission) | Émile Blessig                   | UDF-CDS puis UMP (2004) | Avocat Maire de Saverne (2008-2013) Député (1998-2012) |
| 2008                                      | 2015             | Thierry Carbiener               | MoDem                   | Géomètre expert-foncier Maire de Saverne (2001-2008) Élection partielle                                                                                           |
| Les données manquantes sont à compléter.  |                  |                                 |                         | |

### Conseillers d'arrondissement (de 1833 à 1940)
Le canton de Saverne avait deux conseillers d'arrondissement à partir de 1919.
| Période                                  | Période | Identité                              | Étiquette | Qualité |
| ---------------------------------------- | ------- | ------------------------------------- | --------- | --- |
| 1833                                     | 1836    | M. Poinssot                           |           | Ancien inspecteur des domaines, Saverne                                                                     |
| 1836                                     | 1848    | François Joseph Ostermann (1796-1854) |           | Notaire à Saverne                                                                                           |
|                                          |         |                                       |           | |
| av.1934                                  | 1940    | Alphonse Willem                       |           | Propriétaire agriculteur, maire de Wolschheim                                                               |
| av.1934                                  | 1940    | Jean Wolff                            |           | Propriétaire à Saverne                                                                                      |
| 1940                                     |         |                                       |           | Les conseils d'arrondissement ont été suspendus par la loi du 12 octobre 1940 et n'ont jamais été réactivés |
| Les données manquantes sont à compléter. |         |                                       |           | |

### Conseillers départementaux depuis 2015
| Période élective | Période élective | Mandat | Mandat   | Identité           | Nuance | Nuance | Qualité                                                                                      |
| ---------------- | ---------------- | ------ | -------- | ------------------ | ------ | ------ | -------------------------------------------------------------------------------------------- |
| 2015             | 2021             | 2015   | 2021     | Thierry Carbiener  |        | UDI    | Géomètre-expert, conseiller municipal de Saverne                                             |
| 2015             | 2021             | 2015   | 2021     | Michèle Eschlimann |        | UDI    | Employée, Maire de Wasselonne Vice-présidente du Conseil Départemental                       |
| 2021             | 2028             | 2021   | en cours | Jean-Claude Buffa  |        | DVD    | Directeur technique, adjoint au maire de Saverne                                             |
| 2021             | 2028             | 2021   | en cours | Michèle Eschlimann |        | UDI    | Conseillère sortante 12e vice-présidente chargée du territoire Ouest Alsace Saverne-Molsheim |

À l'issue du 1er tour des élections départementales de 2015, deux binômes sont en ballotage : Virginie Joron et Patrick Kleinklaus (FN, 29,81 %) et Thierry Carbiener et Michèle Eschlimann (UDI, 27,75 %). Le taux de participation est de 51,44 % (19 462 votants sur 37 831 inscrits) contre 47,83 % au niveau départemental et 50,17 % au niveau national.
Au second tour, Thierry Carbiener et Michèle Eschlimann (UDI) sont élus avec 63,61 % des suffrages exprimés et un taux de participation de 50,18 % (11 236 voix pour 18 994 votants et 37 848 inscrits).

## Composition

### Composition avant 2015
Le canton de Saverne regroupait 18 communes.
| Nom                    | Code Insee | Codepostal | Superficie (km2) | Population (dernière pop. légale) | Densité (hab./km2) |
| ---------------------- | ---------- | ---------- | ---------------- | --------------------------------- | ------------------ |
| Saverne (chef-lieu)    | 67437      | 67700      | 26,01            | 11 730 (2012)                     | 451                |
| Altenheim              | 67006      | 67490      | 2,71             | 214 (2012)                        | 79                 |
| Dettwiller             | 67089      | 67490      | 10,77            | 2 669 (2012)                      | 248                |
| Eckartswiller          | 67117      | 67700      | 12,43            | 422 (2012)                        | 34                 |
| Ernolsheim-lès-Saverne | 67129      | 67330      | 10,94            | 602 (2012)                        | 55                 |
| Furchhausen            | 67149      | 67700      | 2,86             | 417 (2012)                        | 146                |
| Gottesheim             | 67162      | 67490      | 5,11             | 344 (2012)                        | 67                 |
| Hattmatt               | 67185      | 67330      | 4,15             | 667 (2012)                        | 161                |
| Littenheim             | 67269      | 67490      | 4,21             | 297 (2012)                        | 71                 |
| Lupstein               | 67275      | 67490      | 7,82             | 814 (2012)                        | 104                |
| Maennolsheim           | 67279      | 67700      | 2,74             | 242 (2012)                        | 88                 |
| Monswiller             | 67302      | 67700      | 4,72             | 2 118 (2012)                      | 449                |
| Ottersthal             | 67366      | 67700      | 3,13             | 692 (2012)                        | 221                |
| Printzheim             | 67380      | 67490      | 4,30             | 209 (2012)                        | 49                 |
| Saint-Jean-Saverne     | 67425      | 67700      | 6,39             | 592 (2012)                        | 93                 |
| Steinbourg             | 67478      | 67790      | 12,73            | 1 997 (2012)                      | 157                |
| Waldolwisheim          | 67515      | 67700      | 5,65             | 542 (2012)                        | 96                 |
| Wolschheim             | 67553      | 67700      | 3,65             | 311 (2012)                        | 85                 |

### Composition depuis 2015
Après le redécoupage de 2014, le canton comptait 52 communes.
À la suite de la création de la commune nouvelle Sommerau au 1er janvier 2016, par regroupement entre Allenwiller, Birkenwald, Salenthal et Singrist, le canton comprend désormais quarante-neuf communes.
| Nom                             | Code Insee | Intercommunalité               | Superficie (km2) | Population (dernière pop. légale) | Densité (hab./km2) | Modifier                                    |
| ------------------------------- | ---------- | ------------------------------ | ---------------- | --------------------------------- | ------------------ | ------------------------------------------- |
| Saverne (bureau centralisateur) | 67437      | CC du Pays de Saverne          | 26,01            | 11 323 (2022)                     | 435                | modifier les données · modifier les données |
| Altenheim                       | 67006      | CC du Pays de Saverne          | 2,71             | 228 (2022)                        | 84                 | modifier les données · modifier les données |
| Balbronn                        | 67018      | CC de la Mossig et du Vignoble | 10,18            | 677 (2022)                        | 67                 | modifier les données · modifier les données |
| Cosswiller                      | 67077      | CC de la Mossig et du Vignoble | 15,75            | 593 (2022)                        | 38                 | modifier les données · modifier les données |
| Crastatt                        | 67078      | CC de la Mossig et du Vignoble | 3,39             | 291 (2022)                        | 86                 | modifier les données · modifier les données |
| Dettwiller                      | 67089      | CC du Pays de Saverne          | 10,77            | 2 569 (2022)                      | 239                | modifier les données · modifier les données |
| Dimbsthal                       | 67096      | CC du Pays de Saverne          | 1,91             | 325 (2022)                        | 170                | modifier les données · modifier les données |
| Eckartswiller                   | 67117      | CC du Pays de Saverne          | 12,43            | 421 (2022)                        | 34                 | modifier les données · modifier les données |
| Ernolsheim-lès-Saverne          | 67129      | CC du Pays de Saverne          | 10,94            | 601 (2022)                        | 55                 | modifier les données · modifier les données |
| Friedolsheim                    | 67145      | CC du Pays de Saverne          | 3,52             | 266 (2022)                        | 76                 | modifier les données · modifier les données |
| Furchhausen                     | 67149      | CC du Pays de Saverne          | 2,86             | 391 (2022)                        | 137                | modifier les données · modifier les données |
| Gottenhouse                     | 67161      | CC du Pays de Saverne          | 1,25             | 369 (2022)                        | 295                | modifier les données · modifier les données |
| Gottesheim                      | 67162      | CC du Pays de Saverne          | 5,11             | 355 (2022)                        | 69                 | modifier les données · modifier les données |
| Haegen                          | 67179      | CC du Pays de Saverne          | 20,32            | 657 (2022)                        | 32                 | modifier les données · modifier les données |
| Hattmatt                        | 67185      | CC du Pays de Saverne          | 4,15             | 627 (2022)                        | 151                | modifier les données · modifier les données |
| Hengwiller                      | 67190      | CC du Pays de Saverne          | 2,15             | 196 (2022)                        | 91                 | modifier les données · modifier les données |
| Hohengœft                       | 67208      | CC de la Mossig et du Vignoble | 3,43             | 538 (2022)                        | 157                | modifier les données · modifier les données |
| Jetterswiller                   | 67229      | CC de la Mossig et du Vignoble | 3,54             | 187 (2022)                        | 53                 | modifier les données · modifier les données |
| Kleingœft                       | 67244      | CC du Pays de Saverne          | 2,50             | 159 (2022)                        | 64                 | modifier les données · modifier les données |
| Knœrsheim                       | 67245      | CC de la Mossig et du Vignoble | 2,36             | 187 (2022)                        | 79                 | modifier les données · modifier les données |
| Landersheim                     | 67258      | CC du Pays de Saverne          | 2,13             | 191 (2022)                        | 90                 | modifier les données · modifier les données |
| Littenheim                      | 67269      | CC du Pays de Saverne          | 4,21             | 298 (2022)                        | 71                 | modifier les données · modifier les données |
| Lochwiller                      | 67272      | CC du Pays de Saverne          | 4,63             | 388 (2022)                        | 84                 | modifier les données · modifier les données |
| Lupstein                        | 67275      | CC du Pays de Saverne          | 7,82             | 826 (2022)                        | 106                | modifier les données · modifier les données |
| Maennolsheim                    | 67279      | CC du Pays de Saverne          | 2,74             | 239 (2022)                        | 87                 | modifier les données · modifier les données |
| Marmoutier                      | 67283      | CC du Pays de Saverne          | 14,07            | 2 703 (2022)                      | 192                | modifier les données · modifier les données |
| Monswiller                      | 67302      | CC du Pays de Saverne          | 4,72             | 1 994 (2022)                      | 422                | modifier les données · modifier les données |
| Ottersthal                      | 67366      | CC du Pays de Saverne          | 3,13             | 821 (2022)                        | 262                | modifier les données · modifier les données |
| Otterswiller                    | 67367      | CC du Pays de Saverne          | 3,28             | 1 306 (2022)                      | 398                | modifier les données · modifier les données |
| Printzheim                      | 67380      | CC du Pays de Saverne          | 4,30             | 205 (2022)                        | 48                 | modifier les données · modifier les données |
| Rangen                          | 67383      | CC de la Mossig et du Vignoble | 1,65             | 209 (2022)                        | 127                | modifier les données · modifier les données |
| Reinhardsmunster                | 67391      | CC du Pays de Saverne          | 18,63            | 437 (2022)                        | 23                 | modifier les données · modifier les données |
| Reutenbourg                     | 67395      | CC du Pays de Saverne          | 4,40             | 391 (2022)                        | 89                 | modifier les données · modifier les données |
| Romanswiller                    | 67408      | CC de la Mossig et du Vignoble | 11,42            | 1 184 (2022)                      | 104                | modifier les données · modifier les données |
| Saessolsheim                    | 67423      | CC du Pays de Saverne          | 6,49             | 602 (2022)                        | 93                 | modifier les données · modifier les données |
| Saint-Jean-Saverne              | 67425      | CC du Pays de Saverne          | 6,39             | 537 (2022)                        | 84                 | modifier les données · modifier les données |
| Schwenheim                      | 67459      | CC du Pays de Saverne          | 4,96             | 744 (2022)                        | 150                | modifier les données · modifier les données |
| Sommerau                        | 67004      | CC du Pays de Saverne          | 15,96            | 1 524 (2022)                      | 95                 | modifier les données · modifier les données |
| Steinbourg                      | 67478      | CC du Pays de Saverne          | 12,73            | 1 928 (2022)                      | 151                | modifier les données · modifier les données |
| Thal-Marmoutier                 | 67489      | CC du Pays de Saverne          | 3,42             | 831 (2022)                        | 243                | modifier les données · modifier les données |
| Traenheim                       | 67492      | CC de la Mossig et du Vignoble | 3,10             | 655 (2022)                        | 211                | modifier les données · modifier les données |
| Waldolwisheim                   | 67515      | CC du Pays de Saverne          | 5,65             | 551 (2022)                        | 98                 | modifier les données · modifier les données |
| Wangenbourg-Engenthal           | 67122      | CC de la Mossig et du Vignoble | 31,52            | 1 339 (2022)                      | 42                 | modifier les données · modifier les données |
| Wasselonne                      | 67520      | CC de la Mossig et du Vignoble | 15,00            | 5 777 (2022)                      | 385                | modifier les données · modifier les données |
| Westhoffen                      | 67525      | CC de la Mossig et du Vignoble | 20,65            | 1 703 (2022)                      | 82                 | modifier les données · modifier les données |
| Westhouse-Marmoutier            | 67527      | CC du Pays de Saverne          | 3,96             | 360 (2022)                        | 91                 | modifier les données · modifier les données |
| Wolschheim                      | 67553      | CC du Pays de Saverne          | 3,65             | 312 (2022)                        | 85                 | modifier les données · modifier les données |
| Zehnacker                       | 67555      | CC de la Mossig et du Vignoble | 2,18             | 251 (2022)                        | 115                | modifier les données · modifier les données |
| Zeinheim                        | 67556      | CC de la Mossig et du Vignoble | 2,46             | 226 (2022)                        | 92                 | modifier les données · modifier les données |
| Canton de Saverne               | 6714       |                                | 370,53           | 49 492 (2022)                     | 134                | modifier les données                        |

## Démographie

### Démographie avant 2015
| 1962   | 1968   | 1975   | 1982   | 1990   | 1999   | 2006   | 2011   | 2012   |
| ------ | ------ | ------ | ------ | ------ | ------ | ------ | ------ | ------ |
| 20 064 | 21 004 | 22 229 | 22 596 | 22 416 | 23 650 | 24 825 | 24 927 | 24 879 |

### Démographie depuis 2015
En 2022, le canton comptait 49 492 habitants, en évolution de +0,41 % par rapport à 2016 (Bas-Rhin : +3,17 %, France hors Mayotte : +2,11 %).
| 2013   | 2018   | 2022   |
| ------ | ------ | ------ |
| 49 635 | 49 401 | 49 492 |